# NGC 3170
NGC 3170 – gwiazda podwójna znajdująca się w gwiazdozbiorze Wielkiej Niedźwiedzicy. Zaobserwował ją John Herschel 19 marca 1828 roku i skatalogował jako obiekt typu „mgławicowego”.